# Pauline Mills McGibbon
Pour les articles homonymes, voir Mills et McGibbon.
Pauline Mills McGibbon, née le 21 octobre 1910 à Sarnia en Ontario et morte le 14 décembre 2001 à Toronto, est une femme politique canadienne. Elle est 22e lieutenante-gouverneure de l'Ontario de 1974 à 1980. Ainsi, en plus d'être la première femme à occuper cette position, elle est la première femme à occuper une position vice-royale au Canada. Elle est compagne de l'Ordre du Canada.

## Biographie
Pauline Mills étudie à l'Université de Toronto. Elle épouse Donald Walker McGibbon en 1935,.
Après s'être adonnée au bénévolat pendant des années, notamment comme présidente nationale de l'Imperial Order Daughters of the Empire (en)(1963-1965), présidente de l'Association des anciens élèves (1953-1954) et chancelière de l'Université de Toronto (1971-1974), elle devient la première femme à être lieutenante-gouverneure de l'Ontario, le 17 janvier 1974,.
Ensuite, elle devient également la première femme gouverneure au Canada. Elle occupe cette position jusqu'en 1980. Pendant son mandat, elle met un accent particulier sur la promotion des arts en Ontario.
Elle est également présidente du Conseil d'administration du Centre national des arts (1980-1984), chargée de mission pour le conseil d'administration de la Toronto School of Theology (1984-1987) et dirige le Massey Hall et le Roy Thomson Hall à partir de 1980.
En 1967, elle est nommée officière de l'Ordre du Canada.
En 1980, elle est nommée compagne de l'Ordre du Canada, puis, en 1988, elle été nommée à l'Ordre de l'Ontario.
Elle meurt à Toronto le 14 décembre 2001 à l'âge de 91 ans. Elle lègue tous ses biens, soit plus d'un million de dollars, aux étudiants et étudiantes du Victoria College,.
Elle est inhumée au cimetière Lakeview à Sarnia.
Le critique littéraire et son ami Northrop Frye la décrit comme « une précurseure : sa carrière est parsemée de l'expression « première femme », comme si elle était l'Ève de l'Ontario ». De fait, en plus d'être la première femme à occuper le poste de lieutenante-gouverneure, Pauline McGibbon est la première femme à être administratrice non pas d'une, mais de quatre grandes sociétés canadiennes : IBM Canada Ltd., George Weston Ltd., Mercedes-Benz Canada Inc. et Imasco. Elle est aussi la première présidente de l'Association des anciens de l'Université de Toronto, la première chancelière des universités de Toronto et de Guelph et la première gouverneure de l'Upper Canada College. Elle est la première présidente de la Conférence canadienne des arts, la première présidente du conseil d'administration du Centre national des Arts, la première Canadienne à être nommée colonelle honoraire du bataillon des services de Toronto et la première femme membre du Club national exclusif. -Torstar News Service